# William G. Stigler

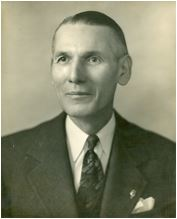
William G. Stigler

William Grady Stigler (* 7. Juli 1891 in Stigler, Haskell County, Oklahoma; † 21. August 1952 ebenda) war ein US-amerikanischer Politiker. Zwischen 1944 und 1952 vertrat er den 2. Kongresswahlbezirk von Oklahoma im US-Repräsentantenhaus.

## Werdegang
William Stigler besuchte die öffentlichen Schulen seiner Heimat und dann bis 1912 das Northeastern State College in Tahlequah. Anschließend studierte er an der University of Oklahoma in Norman Jura. Während des Ersten Weltkriegs war er Soldat einer Infanterieeinheit der US Army in Frankreich. Nach dem Krieg studierte er noch bis 1919 an der Universität von Grenoble.
Nach seiner Rückkehr in die Vereinigten Staaten und seiner 1920 erfolgten Zulassung als Rechtsanwalt begann er in seinem Heimatort Stigler in seinem neuen Beruf zu arbeiten. Zwischen 1920 und 1924 war er juristischer Vertreter dieser Stadt. Politisch war William Stigler Mitglied der Demokratischen Partei. Von 1924 bis 1932 gehörte er dem Senat von Oklahoma an, wobei er im Jahr 1931 dessen Präsident war. Zwischen 1925 und 1938 war Stigler auch Mitglied der Nationalgarde von Oklahoma, in der er es bis zum Oberstleutnant brachte.
Nach dem Rücktritt des Kongressabgeordneten John Conover Nichols wurde Stigler bei der notwendig gewordenen Nachwahl zu dessen Nachfolger im Repräsentantenhaus in Washington, D.C. gewählt. Dort trat er am 28. März 1944 sein neues Mandat an. Bei den folgenden regulären Wahlen der Jahre 1944, 1946, 1948 und 1950 wurde Stigler jeweils bestätigt. Damit konnte er bis zu seinem Tod am 21. August 1952 im Kongress verbleiben.